# Anne Locke
Anne Locke, född 1533, död efter 1590, var en engelsk diktare, översättare och kalvinistisk gestalt. Hon utgav den första sonettsekvensen i England, A Meditation of a Penitent Sinner (1560).  Hon var en notabel figur under den engelska reformationen, och brevväxlade med bland andra reformatorn John Knox. 